# Lene Køppen
Lene Køppen (Copenhague, 5 de mayo de 1953) es una deportista danesa que compitió en bádminton, en las modalidades individual, dobles y dobles mixto.
Ganó cuatro medallas en el Campeonato Mundial de Bádminton, en los años 1977 y 1980, y ocho medallas en el Campeonato Europeo de Bádminton entre los años 1972 y 1982. Además, consiguió dos medallas de bronce en los Juegos Mundiales de 1981.

## Palmarés internacional
| Campeonato Mundial | Campeonato Mundial    | Campeonato Mundial | Campeonato Mundial |
| Año                | Lugar                 | Medalla            | Prueba             |
| ------------------ | --------------------- | ------------------ | ------------------ |
| 1977               | Malmö (Suecia)        | Medalla de oro     | Individual         |
| 1977               | Malmö (Suecia)        | Medalla de oro     | Dobles mixto       |
| 1980               | Yakarta (Indonesia)   | Medalla de bronce  | Individual         |
| 1980               | Yakarta (Indonesia)   | Medalla de bronce  | Dobles mixto       |
| Campeonato Europeo |                       |                    |                    |
| Año                | Lugar                 | Medalla            | Prueba             |
| 1972               | Karlskrona (Suecia)   | Medalla de bronce  | Dobles             |
| 1974               | Viena (Austria)       | Medalla de plata   | Individual         |
| 1976               | Dublín (Irlanda)      | Medalla de plata   | Individual         |
| 1976               | Dublín (Irlanda)      | Medalla de plata   | Dobles mixto       |
| 1978               | Preston (Reino Unido) | Medalla de oro     | Individual         |
| 1978               | Preston (Reino Unido) | Medalla de plata   | Dobles mixto       |
| 1982               | Böblingen (RFA)       | Medalla de oro     | Individual         |
| 1982               | Böblingen (RFA)       | Medalla de bronce  | Dobles             |